# Неферкамін II Ану
Неферкамін II Ану — давньоєгипетський фараон з VIII династії.

## Життєпис
Фараон відомий тільки з Абідоського списку. Жодних пам'ятників його правління нині не знайдено.
Можливо, саме його згадує Туринський царський папірус під іменем Нефер («Прекрасний»). Відповідно до того списку він правив 2 роки, 1 місяць і 1 день.